# 愛の手紙
『愛の手紙』（あいのてがみ、ドイツ語: Liebesbrief, polka française）作品370は、カール・ミヒャエル・ツィーラーが1884年頃に作曲したポルカ・フランセーズ。『恋文（こいぶみ）』、『ラブレター』とも。

## 解説
1885年の1月31日に、地元ウィーンの日刊新聞『フレムデンブラット』上で公表した穏やかな表情・情緒とウィーン世紀末の官能的な響きと香りを見せる優美な色調のフランス風ポルカであるが、初演日は不明であり、詳しい作曲の動機や経緯などを窺い知ることはできない。
『フレムデンブラット』紙は、1847年の1月1日に初めて出版され、当初は反政府紙であるとみなされた。1848年革命の動乱の後で、出版は11月14日に再開した。1849年から“その日のニュース”、編集者への手紙、内容を増した連載された小説が始まった。多くの浮き沈みの後、エルベミュール紙が1874年にその新聞を引き継ぎ、それは時々外務省の代弁機関として役立てられた。1918年に、その新聞は広範囲な産業に影響力を持ち、結局、急進的なドイツ人の国民的関心を支持したが、翌1919年に廃紙された。
またこのポルカには、管弦楽のみによる稿と、フランツ・ヴァ―グナーのテクストによるソプラノ独唱が加わる声楽付きの稿とが残されている。両者は同一曲ながらも、導入部分やコーダ部分に若干異なる旋律が使用されており、演奏に要する時間も少し異なる。また、オーストリアの民俗楽器であるツィターのデュオによる編曲版のバージョン稿も存在し、これらは皆、オーストリアのプライザー・レーベルからリリースされている、現在、ツィーラー作品の体系的な録音プロジェクトの進行中下にあるツィーラー・エディションのCDシリーズの中で聴くことができる。